# Vlastimil Hála
Vlastimil Hála (7. července 1924 Souš – 29. července 1985 Vysoký Újezd (okres Benešov)) byl český trumpetista, hudební skladatel, hudební aranžér a režisér, bratr klavíristy a skladatele Kamila Hály. Jako hudební skladatel je znám zejména svojí tvorbou na poli filmové, scénické a jazzové hudby.
Od roku 1947 až do roku 1964 vystupoval jakožto trumpetista a pracoval i jako hudební aranžér v Orchestru Karla Vlacha. V letech 1964 až 1984 působil v Československém rozhlase ve funkci hudebního režiséra. Dále také vykonával funkci člena vedení Svazu českých skladatelů, kde byl vedoucím jeho jazzové sekce.
Vlastimil Hála zemřel v roce 1985, pohřben je na Motolském hřbitově v Praze 5.

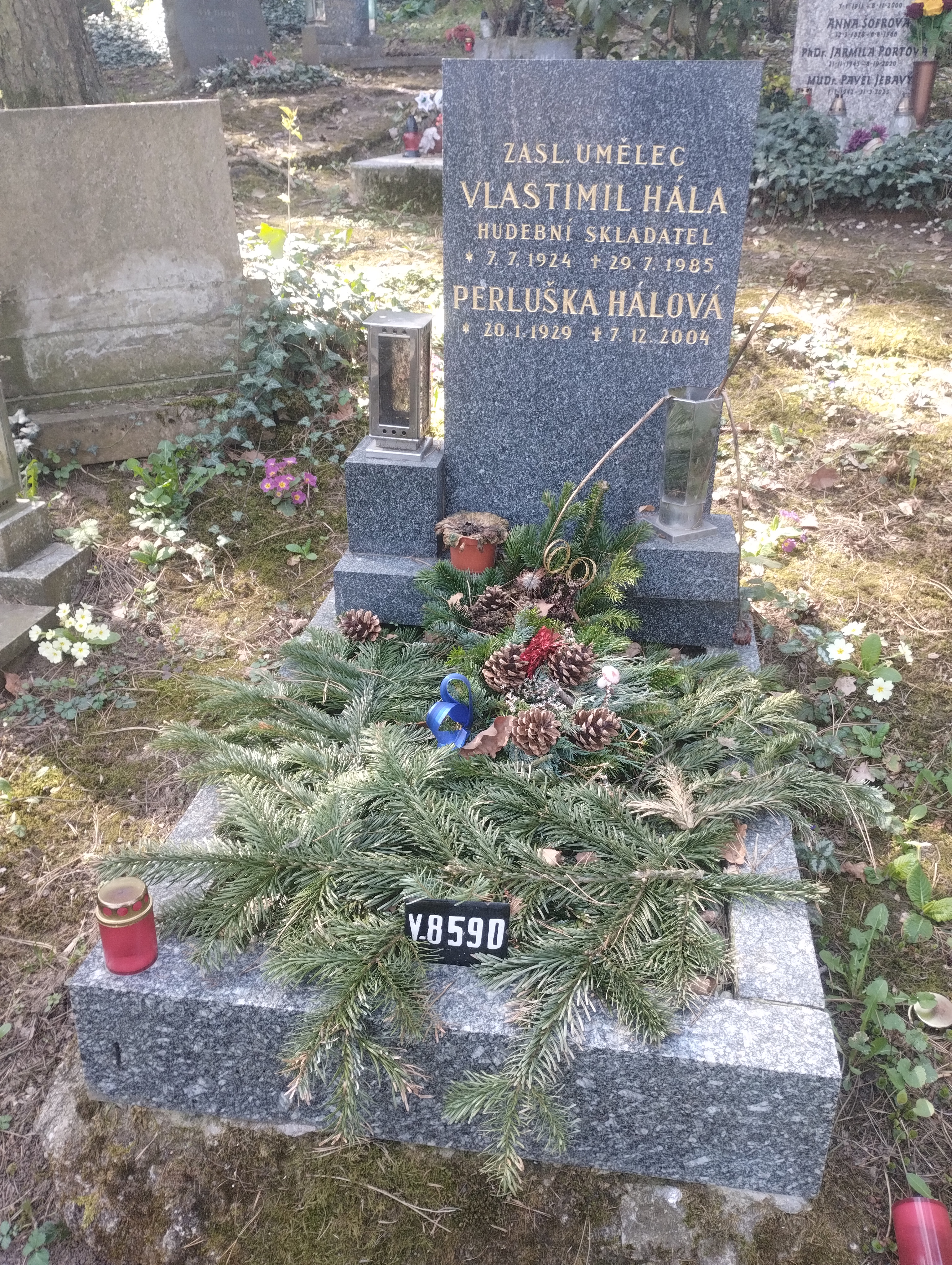
Hrob Vlastimila Hály na Motolském hřbitově

## Filmová hudba, výběr
- 1958 Hvězda jede na jih
- 1962 Prázdniny s Minkou
- 1964 Starci na chmelu
- 1967 Happy end
- 1969 Zabil jsem Einsteina, pánové…,
- 1969 Světáci
- 1970 Čtyři vraždy stačí, drahoušku
- 1972 Šest medvědů s Cibulkou

### Spolupráce
- s Janem Rychlíkem – snímky Limonádový Joe aneb koňská opera a Cirkus bude!
- s Jiřím Bažantem a Jiřím Maláskem – film Dáma na kolejích a televizní seriál Pan Tau
- s Milošem Štědroněm – film Balada pro banditu
- Blues pro EFB – nové aranžmá písní Emila Františka Buriana

## Nejznámější písně
- Píseň o čase
- Páni rodičové
- Dáme si do bytu
- Dobrý den, pane Maupassant

## Orchestrální jazzové skladby
- Páteční boogie
- Pozdrav orchestru
- Pepř a sůl
- Den a noc v Havaně
- Rapsódie in memoriam Jaroslava Ježka
- Rudolfovo číslo, Ohňostroj

## Publicistické dílo
- 1980 Základy aranžování moderní populární hudby[1]